# The Velvet Rope Tour
The Velvet Rope Tour was de derde wereldtournee van Janet Jackson.

## Geschiedenis
Het startsein voor de The Velvet Rope Tour werd gegeven in het Rotterdamse Ahoy. Tijdens de tournee werd het album The Velvet Rope gepromoot. Het album, gekenmerkt door donkere en explicite onderwerpen en door de wereldhit Together Again, werd ook op het podium op dezelfde wijze neergezet. Een opname van het optreden in Madison Square Garden in New York, uitgezonden op 11 oktober 1998, werd uitgebracht op video en dvd.

## Opgevoerde nummers
1. Velvet Rope (elementen van: "Someday is Tonight", "Rhythm Nation", "Livin' in a World (They Didn't Make)", "Special", "Escapade", "Black Cat")
2. If
3. You
4. Every Time[1]
5. Let's Wait Awhile
6. Again
7. Control Medley:
  1. Control
  2. The Pleasure Principle
  3. What Have You Done for Me Lately
  4. Nasty (contains elements from "Put Your Hands Where My Eyes Can See")
8. Throb
9. Medley:
  1. Escapade
  2. When I Think of You
  3. Miss You Much
  4. Runaway
  5. Whoops Now[2]
  6. Love Will Never Do (Without You)
10. Alright
11. I Get Lonely
12. Any Time, Any Place (Instrumental Interlude)
13. Rope Burn
14. Black Cat[3]
15. What About[3]
16. Rhythm Nation
17. Special
18. That's the Way Love Goes
19. Got 'til It's Gone (Op 11 oktober kwam Q-Tip in levenden lijve om dit duet met Janet te zingen/rappen)
20. Go Deep[4]
21. Together Again

## Bandsamenstelling
- Muzikaal leider: Rex Salas
- Drums: John Roberts
- Keyboards: Rex Salas and Darrel Smith
- Percussie: Terry Santiel
- Gitaar: David Barry
- Bas: Sam Sims
- Achtergrondzang: Stacy Campbell en Rebecca Valadez

## Dansers
- Tina Landon (choreograaf)
- Kelly Konno
- Gil Duldulao
- Michael Andrews
- Tyce Diorio
- Teresa Espinosa
- Shawnette Heard
- Nikki Pantenburg
- Robert Vinson

## Voorprogramma
Europa
- Another Level

Noord-Amerika
- Usher (9 juli - 11 oktober)
- *NSYNC (14 oktober - 28 oktober)

Zuid-Afrika
- Lynden David Hall
- Boom Shaka
- Dr. Victor & the Rasta Rebels

Stille Oceaangebied
- Che Fu - Nieuw-Zeeland
- Boyz II Men - Nieuw-Zeeland (alleen in Auckland)
- Human Nature - Australië
- 98 Degrees - Hawaï

## Feiten
- The Velvet Rope Tour bracht Jackson driemaal naar Nederland. Na haar twee openingsconcerten in Ahoy ging ze in juni voor een groter concert in het GelreDome.
- De tournee voerde langs vijf continenten, de enige onder haar vijf tournees. Ze deed ongeveer dezelfde landen aan als tijdens haar voorgaande janet. World Tour en alle 32 Europese concerten waren uitverkocht. Na Europa werd koers gezet naar Zuid-Afrika, Nieuw-Zeeland, Australië en Japan. De tournee werd in Honolulu, Hawaï afgesloten met een uitverkocht concert. Voor dit concert moest men vanwege de grote vraag naar kaarten de capaciteit van het stadion uitbreiden van de normale 35.000 naar 38.000. Hiermee werd dit concert het grootste concert ooit gegeven in het stadion.
- De special van 11 oktober kreeg een record van 13 Emmy Award-nominaties.
- De omzet liep in de Verenigde Staten tegen de 32,5 miljoen dollar, terwijl er wereldwijd 70 miljoen werd opgebracht. (In 2008 stond 70 miljoen dollar uit 1998/1999 gelijk aan 125 dollar).
- In totaal kwamen ongeveer 1,4 miljoen liefhebbers naar de 120 concerten.